# دوسی
دوسی شهری در شهرستان باگاسی در استان باله در بورکینافاسوی جنوبی است و جمعیت آن ۹۱۳ نفر است.